# Miroslav Bochenek
Miroslav Bochenek (1929. június 15. –) csehszlovák kommunista politikus, a Szövetségi Gyűlés Népek Kamarájának képviselője, a Csehszlovák-Szovjet Baráti Szövetség vezető titkára, Csehszlovákia Kommunista Pártja Központi Bizottságának tagjelöltje.

## Pályafutása
1973 és 1984 között Csehszlovákia Kommunista Pártja Központi Bizottságának Agitációs és Propaganda Osztályát vezette. 1984-től a Csehszlovák-Szovjet Baráti Szövetség vezető titkára. 1986-tól a Központi Bizottság tagjelöltje. 1986 és 1990 között (parlamenti) képviselő a Szövetségi Gyűlés Népek Kamarájában.

## Fordítás
Ez a szócikk részben vagy egészben a Miroslav Bochenek című cseh Wikipédia-szócikk fordításán alapul.  Az eredeti cikk szerkesztőit annak laptörténete sorolja fel. Ez a jelzés csupán a megfogalmazás eredetét és a szerzői jogokat jelzi, nem szolgál a cikkben szereplő információk forrásmegjelöléseként.